# Lennart Carlsson (gångare)
Karl Gustaf Lennart Carlsson, född 30 december 1932 i Linköping, död 16 januari 2013 i Trollhättan, var en svensk gångare. Han tävlade för Uddevalla CA. 
Vid Europamästerskapen i friidrott 1958 i Stockholm slutade Carlsson på fjärde plats på 20 kilometer gång, endast 16 sekunder bakom Lennart Back.
Carlsson tävlade för Sverige vid olympiska sommarspelen 1960 i Rom, där han slutade på 14:e plats i herrarnas 20 kilometer gång.